# 病的科学
病的科学（びょうてきかがく、pathological science）とは、存在しない現象を、多くの人で観察してしまうことで成り立つ分野である。疑似科学よりも科学に近い位置づけにある。
1989年にアーヴィング・ラングミュアによって発表された。定義したのは、その36年前の1953年である。

## 病的科学の徴候
ラングミュアは、病的科学の徴候を以下のように指摘している。徴候（symptom）であり、科学と病的科学の間に線を引くためのものではない。
1. 観測された最大の効果についても、それを引き起こした原因物質は検出限界ぎりぎりの極めて微量のものであるとされる。効果の大きさと原因物質の量の間には、相関関係がほとんど見いだせない。
2. その現象の発現は大変弱く、一貫して検出限界ぎりぎりであり、統計的な有意性があまりにも小さいので、測定を何度も繰り返さなければ確認できない。
3. 非常に高い精度で現象を確認した、と主張される。
4. 今までの実験結果とは矛盾する、驚くべき新理論が提唱される。
5. 批判に対して、その場しのぎの仮説で反論する。
6. 発表当初は支持者数が一旦は増えるが、その後次第に減っていき、最後は批判者が圧倒的多数になる。

## 病的科学と疑似科学
病的科学は疑似科学と混同されることが多い。しかし、疑似科学は（主張者が科学であると主張したり、科学であるように見せかけてはいても）科学的方法を十分に満たしているものではないのに対し、病的科学は科学的手法を一応は満たしていても研究者自身の態度や錯誤によって事実とは違う"現象"を見出すことを指しているのであり、両者は科学的手法を踏まえているか否かという点で別のものである。
仮説と検証による自然科学のプロセスを踏んでも病的科学に陥る原因としては、仮説を実証したいという研究者の強い思いが錯誤を招き、研究者自身も騙されてしまうことが挙げられる。シミュレーションのような理論研究が病的科学でないことを証明するには、以下のようなことを示す必要があると芦原貴司は主張している。
1. より一般化した条件でも、同じ結果が得られる
2. 臨床や動物実験から得られた経験則と矛盾しない
3. 客観的事実に基づき、理路整然と説明している
4. 再現性が高く、追試できる

## 病的科学として扱われているもの
- N線[4]
- ポリウォーター[5]
- ジャック・バンヴェニストの希釈実験（ホメオパシー）[6]
- 常温核融合[7]
- 宏観異常現象[8]
- 突発性難聴の治療法[9]
- 環境改変技術の軍事的使用その他の敵対的使用の禁止に関する条約[10]
- 人工降雨[11]
- 固体内核反応[12]